# The Almighty Dollar (film 1916)
The Almighty Dollar è un film muto del 1916 diretto da Robert Thornby.

## Produzione
Il film fu prodotto dalla Paragon Films.

## Distribuzione
Il copyright del film, richiesto dalla World Film Corp., fu registrato il 2 settembre 1916 con il numero LU9046.
Distribuito dalla World Film e presentato da William A. Brady, il film uscì nelle sale cinematografiche statunitensi il 4 settembre 1916.
Non si conoscono copie ancora esistenti della pellicola che viene considerata presumibilmente perduta.